# Lozotaenia
Lozotaenia is een geslacht van vlinders van de familie bladrollers (Tortricidae), uit de onderfamilie Tineinae.

## Soorten
- L. basilea Karisch, 2008
- L. capensana (Walker, 1863)
- L. capitana Felder & Rogenhofer, 1875
- L. cedrivora Chambon, 1990
- L. coniferana (Issiki, 1961)
- L. costinotana Franclemont, 1986
- L. cupidinana (Staudinger, 1859)
- L. cyanombra (Meyrick, 1935)
- L. djakonovi Danilevsky, 1963
- L. edwardsi (Bradley, 1965)
- L. exomilana Franclemont, 1986
- L. forsterana - Gemarmerde drievlekbladroller Fabricius, 1781
- L. hesperia Powell, 1962
- L. kumatai Oku, 1963
- L. mabilliana (Ragonot, 1875)
- L. manticopa (Meyrick, 1934)
- L. melanophragma (Meyrick, 1936)
- L. myriosema (Meyrick, 1936)
- L. perapposita Razowski, 1984
- L. retiana (Turati, 1913)
- L. rindgei Obraztsov, 1962
- L. straminea (Schawerda, 1936)
- L. subjunctana (Wollaston, 1858)